# Bolsa de Valores de Colombia
La Borsa de Valors de Colòmbia (BVC: BVC) és una bossa multi-producte i multi-mercat que administra els sistemes de negociació i registre dels mercats d'accions, renda fixa, derivats, divises, OTC i serveis d'emissors a Colòmbia. Va ser creada el 3 de juliol de 2001, després de la fusió de la Borsa de Bogotà (1928), la Borsa de Medellín (1961) i la Borsa d'Occident (Cali, 1983).
S'encarrega de proveir solucions tecnològiques al sector financer, de generar informació centralitzada de mercat i valoració d'actius, i participa en tota la cadena de valor de la indústria borsària mitjançant participacions accionarias en el Dipòsit Centralitzat de Valors (Deceval), la Cambra de Risc central de Contrapart (CRCC) ia la Cambra de Compensació de Divises (CCDC). Té oficines aBogotà, Medellín i Cali, i mitjançant els Punts BVC fa presència, a través de convenis amb universitats i cambres de comerç, en 19 ciutats del país.

## Mercats
Existeixen quatre mercats principals d'operació en la Borsa de Valors de Colòmbia:
1. El mercat de renda fixa on es negocien principalment bons del govern i bons d'empreses privades.
2. El mercat de renda variable, on es negocien les accions de companyies inscrites en el mercat públic de valors.
3. El mercat de divises, on es negocia l'intercanvi de la moneda colombiana enfront del dòlar americà, que es realitza a través de la filial SET ICAP.
4. El mercat de derivats estandarditzats on es negocien Futurs (sobre taxa de canvi COP / USD, bons del Govern Nacional, Accions i l'Índex Cólcap), Opcions (sobre accions i taxa de canvi COP / USD) i Overnight Indexed Swaps Estandarditzats sobre l'Indicador bancari de Referència (IBR).

## Operació
Per ingressar a qualsevol dels mercats que opera la Borsa de Valors de Colòmbia és necessari obrir un compte amb qualsevol signatura comissionista de borsa, que són societats anònimes, que tenen la capacitat d'assessorar a persones naturals, jurídiques i fins i tot estatals en la presa de decisions d'inversió sobre diferents alternatives que els ofereix el mercat de valors, com ara: accions, renda fixa, derivats, divises, fons de valors, administració de portafolis, administració de valors, corresponsalies i banca d'inversió. Estan sota la inspecció i vigilància de la Superintendencia Financera i la seva activitat està clarament reglamentada. A Colòmbia són els únics autoritzats per desenvolupar el contracte de comissió; és a dir, que poden realitzar, per compte d'un tercer (inversors), però a nom propi, un negoci, rebent pel seu servei un pagament, denominat comissió. La majoria de les firmes comissionistes de borsa requereixen que els seus clients ordenin la compra i venda d'actius en les oficines o per telèfon amb els seus traders.

## Avanços
Des del 18 d'abril de 2007 es va ordenar la compra i venda d'accions inscrites en la Borsa de Valors de Colòmbia per Internet (E-Trading). Avui dia sis firmes ofereixen aquest servei (Credicorp E-trading, Corredors Davivienda, BTG Pactual, Global Securities, Valors Bancolombia i Accions i Valors). També es destaca l'entrada en operació, des del 30 de maig de 2011 del Mercat Integrat Llatinoamericà, MILA, que és el resultat de l'acord signat entre la Borsa de Comerç de Santiago, la Borsa de Valors de Colòmbia i la Borsa de Valors de Lima, així com dels dipòsits Deceval, DCV i Cavali, per crear un mercat regional de negociació de títols de renda variable dels tres països. Al novembre de 2014 la BVC va llançar el primer swap OIS estandarditzat a Colòmbia, permetent així la cobertura enfront dels moviments de política monetària per mitjà del IBR. Des de febrer de 2017 la BVC compta amb un Mercat d'Opcions Estandarditzades (sobre accions i des del IIS17 sobre la taxa de canvi pes dòlar).

## Volum negociat
La BVC és la quarta bossa amb major volum d'actius negociats d'Amèrica Llatina i la sisena del món, pel seu volum de negociació en títols de deute públic. En cas de considerar únicament el volum transado en accions, la BVC quedaria en quart lloc després de BM & F Bovespa (Brasil), Borsa de Comerç de Santiago (Xile) i la Borsa Mexicana de Valors (Mèxic). És la quarta borsa de l'Amèrica Llatina pel que fa al volum del seu mercat de derivats estandarditzat

## Mercat de Derivats Estandarditzats
Al setembre de 2008 la BVC va llançar el Mercat de Derivats Estandarditzat amb els primers Futurs de Bono Nocional el subjacent són els Títols de Tresoreria del Govern Nacional. Actualment es troben llistats Futurs sobre 12 accions (Ecopetrol, PFBancolombia, Èxit, Nutresa, Cemargos, PFCemargos, PFAval, Isa, Grup Sud-americana, PFGrupo Sud-americana i Grup Argos), Futurs sobre l'Índex Cólcap, Futurs sobre Referències Específiques de Bons del Govern amb venciment des 2018 fins al 2032 i Futurs sobre la taxa Representativa del Mercat de la taxa de canvi Pes / dòlar. El 2014 la BVC va llançar el Mercat de Swaps Estandarditzat amb un Overnight Indexed Swap sobre l'Indicador Bancari de Referència (IBR). Des de febrer de 2017 la BVC compta amb un Mercat d'Opcions Estandarditzades (sobre accions i des del IIS2017 sobre la taxa de canvi pes dòlar). D'aquesta forma la BVC completa les tres principals famílies de derivats que es negociacian en l'actualitat en les borses.
El Mercat de Derivats de la BVC compta amb 33 membres entre els quals estan diferents societats Comissionistes de Borsa, Bancs, corporacions financeres, fons de pensions i Societats fiduciàries.
La Cambra de Risc Central de Contrapart de Colòmbia realitza les funcions de compensació i liquidació de les operacions dels derivats estandarditzats negociats a la BVC, mitigant així el risc de contrapart i brindant-li seguretat a tots els participants.
El volum diari s'ha mantingut des de l'any 2015 fins al 2017 en COP500, mil milions (USD166 milions), un volum significatiu per al grau de desenvolupament del mercat de capitals colombià. Els contractes més negociats són els Futurs de Taxa de Canvi i els Futurs sobre Referències Específiques de Bons del Govern. L'Open Interest se situa prop als 75.000 contractes que equivalen a una posició oberta d'aproximadament COP11 bilions, composta majoritàriament per les posicions nocionals en el Futur OIS.
En l'actualitat es compta amb esquemes de Creadors de Mercat en els Futurs sobre Referències Específiques de Bons del Govern i l'Índex COLCAP.

## Àrea de Supervisió
La Superintendencia Financera és l'entitat pública encarregada de realitzar les funcions d'inspecció, vigilància i control del sistema financer i tots els seus actors, per tal de preservar la seva estabilitat, seguretat i confiança i, garantir la protecció dels inversors, estalviadors i assegurats. És a més l'entitat que expedeix i aprova les regles de conducta, qualifica els intermediaris i aprova els instruments d'inversió i vigila la rendibilitat d'aquests d'acord amb les condicions del mercat, cobertures de risc. També sol·licita informació oportuna, suficient i de qualitat i vetlla pels mecanismes de protecció dels drets dels inversors.
Preserva la integritat del mercat, la funcionalitat dels sistemes transaccionals i de registre, així com l'eficiència en els mecanismes de formació de preus i de compensació i liquidació d'operacions. Per al cabal compliment d'aquesta funció, la llei li va assignar facultats per ordenar la suspensió d'activitats, ordenar la cancel·lació de la seva inscripció en borsa, imposar multes, intervenir administrativament per violació de les lleis o reglaments, els seus estatuts o els de la borsa, o quan deixin de complir les decisions o instruccions impartides per la mateixa Superintendència. La autoreguladora del Mercat de Valors AMV és una entitat de caràcter privat sense ànim de lucre, de caràcter nacional regida la llei 964 de 2005 i normes que la desenvolupen i pels seus estatuts i reglaments.
Aquesta entitat estableix els mecanismes mitjançant els quals els agents del mercat de valors procuren elevar els estàndards professionals i vetllar per un mercat íntegre i transparent on hi hagi lliure formació de preus i condicions adequades de seguretat per als inversors i per al públic en general, establint unes regles de joc clares, l'incompliment té repercussions de diferent índole i on no intervé l'Estat. Aquesta entitat va ser autoritzada per la Superintendència Financera per avançar la feina de casa com a organisme d'autoregulació en els termes de la llei 964 de 2005 i el decret 1565 de 2006, mitjançant l'expedició de la Resolució número 1171 del 7 de juliol de 2006. Des del 2006 la Borsa de Valors de Colòmbia, no té funcions de regulació o vigilància, ordenat així per la llei 964 de 2005, funcions que van ser lliurades íntegrament autoregulador del Mercat de Valors per tal de minimitzar el risc de conflicte d'interès.

## Com es protegeix a l'inversor?
Davant de qualsevol dubte o inquietud sobre el maneig de les seves inversions ha de dirigir-se immediatament a l'entitat de la qual és client i davant el Defensor del Consumidor Financer qui en primera instància han d'atendre el cas. Si considera fins i tot que han estat vulnerats els seus drets per part de l'intermediari ha d'acudir davant la Superintendència Financera (delegaturas Institucionals o delegaturas per a Riscos) que és l'organisme de supervisió encarregat d'atendre i avaluar les queixes de clients o usuaris. També pot interposar les seves queixes davant el autoregulador del Mercat de Valors.

## Índexs de la Borsa de Valors de Colòmbia
Actualment, la Borsa de Valors de Colòmbia compta amb un índex líder, el Cólcap, i una família d'índexs de renda variable que es desprenen del Coleqty, com Colsc i Colir. El Cólcap reflecteix les variacions dels preus de les 20 accions més líquides de la BVC. El Coleqty està compost per les 40 accions més líquides i més transadas a la BVC.Por seva banda, el Colsc conté les 15 accions del Coleqty amb menor capitalització bursátil. El Colir reflecteix a les accions d'empreses del Colqty que compta amb el reconeixement de emissor ANAR per assumir el compromís de tenir millors relacions amb els seus inversors.
En renda fixa l'índex capdavanter és el Coltes que proveeix una sèrie de referències del mercat de deute públic i es desenvolupa, a partir de la moneda d'emissió i el termini de venciment dels títols. Per al mercat monetari la BVC va desenvolupar l'índex Colibr que representa l'acumulació dels rendiments diaris de la taxa IBR del mercat de diners.

## Creació del MILA
El Mercat Integrat Llatinoamericà (MILA) reuneix a la Borsa de Valors de Colòmbia (BVC),la Borsa de Valors de Lima (BVL), la Borsa de Comerç de Santiago (BCS) i la Borsa Mexicana de Valors (BMV). Aquesta iniciativa implica la creació d'un actor regional.
Si ben el MILA no implica la integració societària ni operativa plena de les borses, i en una primera etapa només cobrirà els mercats de renda variable, és una iniciativa d'integració que permet dotar de major profunditat a les Borses de Colòmbia, Perú, Xile i Mèxic. El MILA va començar a ser operatiu el 30 de maig de 2011.